# Broken Bow (Nebraska)
Broken Bow is een plaats (city) in de Amerikaanse staat Nebraska, en valt bestuurlijk gezien onder Custer County.

## Demografie
Bij de volkstelling in 2000 werd het aantal inwoners vastgesteld op 3491.
In 2006 is het aantal inwoners door het United States Census Bureau geschat op 3265, een daling van 226 (-6,5%).

## Geografie
Volgens het United States Census Bureau beslaat de plaats een oppervlakte van
4,2 km², geheel bestaande uit land. Broken Bow ligt op ongeveer 755 m boven zeeniveau.

## Plaatsen in de nabije omgeving
De onderstaande figuur toont nabijgelegen plaatsen in een straal van 32 km rond Broken Bow.